# Meliboeus coelestis
Meliboeus coelestis es una especie de escarabajo del género Meliboeus, familia Buprestidae. Fue descrita científicamente por Kerremans en 1900.